# Mordvilkoiella skorkini
Mordvilkoiella skorkini är en insektsart. Mordvilkoiella skorkini ingår i släktet Mordvilkoiella och familjen långrörsbladlöss. Inga underarter finns listade i Catalogue of Life.